# Электропоезд серии 800 сети Синкансэн
Электропоезд серии 800 сети Синкансэн — скоростной электропоезд, эксплуатирующийся компанией JR Kyushu на Кюсю-синкансэне.
Эксплуатация поездов началась в марте 2004 года.
Электропоезд 800-й серии медленнее, чем его предшественники 500-й и 700-й серии. Максимальная скорость поезда в эксплуатации — 260 км/ч, конструкционная скорость — 285 км/ч.